# سماتاي
سماتاي إحدى قرى مركز قطور التابع لمحافظة الغربية بجمهورية مصر العربية.

## التاريخ
قرية سماتاي من القرى القديمة، حيث وردت باسم «سمتيه» في أعمال الغربية ضمن قرى الروك الصلاحي التي أحصاها ابن مماتي في كتاب قوانين الدواوين، وقال ابن مماتي أنها من كفور سخا. كما وردت باسم «سمتايه» في أعمال الغربية ضمن قرى الروك الناصري التي أحصاها ابن الجيعان في كتاب «التحفة السنية بأسماء البلاد المصرية». وردت باسم «سمتاي» في التربيع العثماني الذي أجراه الوالي العثماني سليمان باشا الخادم في عصر السلطان العثماني سليمان القانوني ضمن قرى ولاية الغربية، وفي تاريخ 1228هـ/1813م الذي عدّ قرى مصر بعد المسح الذي قام به محمد علي باشا باسم «سماتاي» ضمن قرى مديرية الغربية.
ذكرت القرية ضمن قرى مركز سمنود في تعداد عام 1882، ثم ذكرت ضمن قرى مركز كفر الشيخ في تعدادي 1897 و1927، ثم نقلت إدارتها إلى مركز المحلة الكبرى في عام 1935، وأخيرا ضمن قرى مركز قطور منذ تعداد 1960.

## السكان
بلغ عدد سكان سماتاي 11,688 نسمة حسب تقدير عام 2018.
| السنة  | 1882 | 1897 | 1907 | 1947 | 1960 | 1976 | 1986 | 1996 | 2006   | 2018   |
| ------ | ---- | ---- | ---- | ---- | ---- | ---- | ---- | ---- | ------ | ------ |
| القرية | 904  | 1144 | 1478 | 3253 | 4297 | 6150 | 7542 | 8499 | 10,034 | 11,688 |